# Dermogenys bruneiensis
Dermogenys bruneiensis is een straalvinnige vissensoort uit de familie van de Zenarchopterida. De wetenschappelijke naam van de soort is voor het eerst geldig gepubliceerd in 2001 door Meisner.